# Vârful Buda, Munții Făgăraș
Vârful Buda este un vârf montan în Munții Făgăraș, care are o altitudine de 2.431 m. Se află la Sud de vârful Arpașul Mic. Nu este accesibil de pe trasee turistice marcate.

## Accesibilitate
Varful se accesează pornind de la fereastra Zmeilor, parcurgând sectorul ,,Trei Pași de Moarte” marcat cu banda roșie din creasta Făgărașului, apoi se tine in sus pe nemarcat. Nu se face stânga spre vârful Moldoveanu. 
Traseul are zone friabile, expuse, necesita atenție și experiența, rezerve de apă, întrucât nu mai exista izvoare în direcția vârfului Buda. 
se ajunge pe Arpasul Mic, vârful are o creasta expusă, de pe vârf se coboară abrupt până într-o spintecatura. De acolo se urca foarte abrupt până pe vârful Buda. 

## Galerie foto

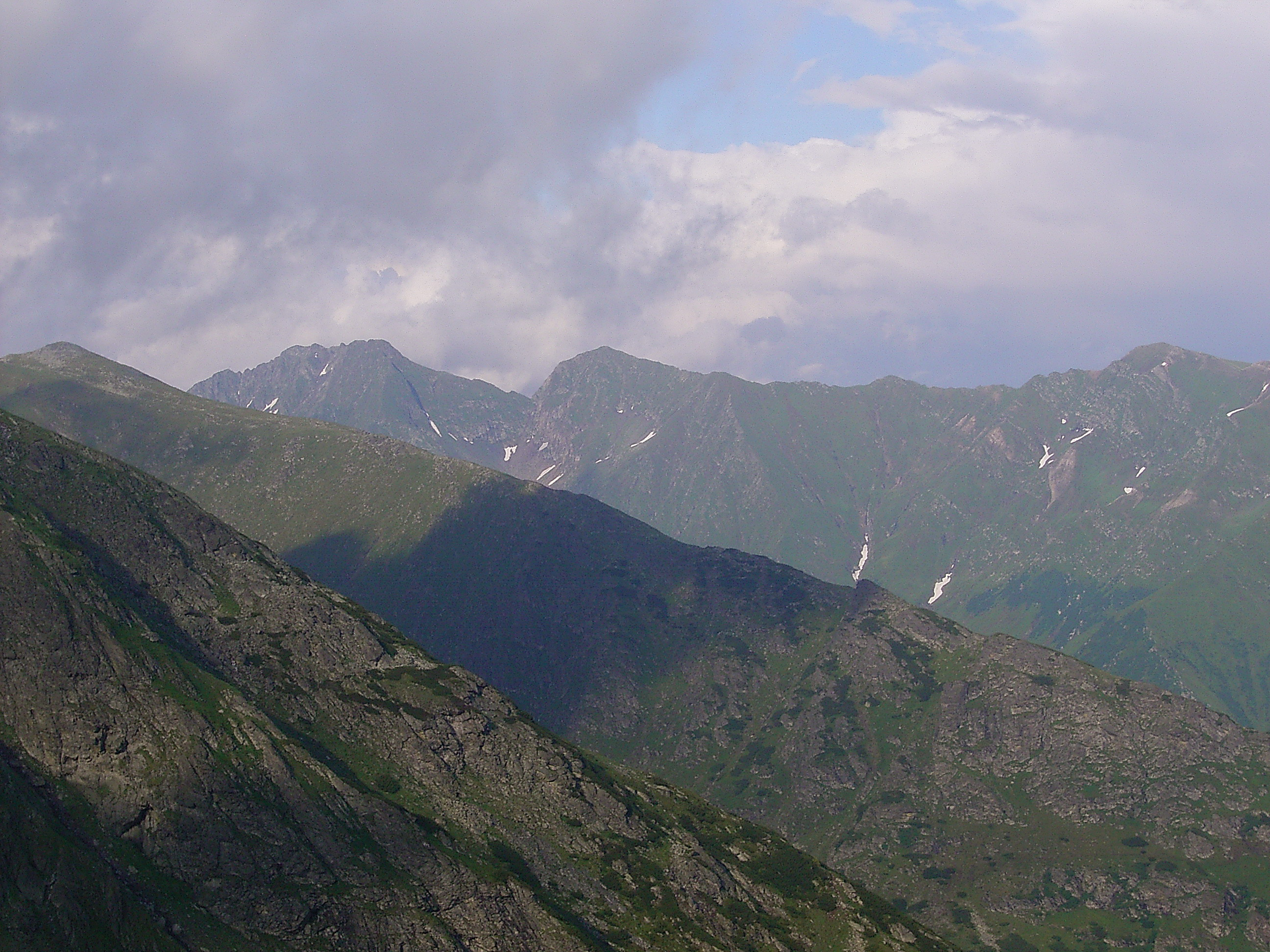
Vârful Buda